# Дороти Меткалф-Линденбургер
Дороти Мари „Доти“ Меткалф-Линденбургер (на английски: Dorothy Marie 'Dottie' Metcalf-Lindenburger) e американска астронавтка, участничка в космически полет.

## Образование
Дороти Меткалф-Линденбургер завършва колежа Fort Collins High School във Форт Колинс, Колорадо през 1993 г. През 1997 г. завършва колежа Whitman College, Вашингтон с бакалавърска степен по геология. През 1999 г. получава педагогическа правоспособност от Централния университет на щата Вашингтон.

## Служба в НАСА
Дороти Меткалф-Линденбургер е избрана за астронавт от НАСА на 6 май 2004 г., Астронавтска група №19. Взема участие в един космически полет и има 362 часа в космоса.

## Полет
Дороти Меткалф-Линденбургер лети в космоса като член на екипажа на мисия.
| Космически полет на Дороти Мари „Доти“ Меткалф-Линденбургер      | Космически полет на Дороти Мари „Доти“ Меткалф-Линденбургер | Космически полет на Дороти Мари „Доти“ Меткалф-Линденбургер | Космически полет на Дороти Мари „Доти“ Меткалф-Линденбургер | Космически полет на Дороти Мари „Доти“ Меткалф-Линденбургер | Космически полет на Дороти Мари „Доти“ Меткалф-Линденбургер | Космически полет на Дороти Мари „Доти“ Меткалф-Линденбургер |
| №                                                                | Дата                                                        | КК                                                          | Емблема на мисията                                          | Функции                                                     | Продължителност                                             |                                                             |
| ---------------------------------------------------------------- | ----------------------------------------------------------- | ----------------------------------------------------------- | ----------------------------------------------------------- | ----------------------------------------------------------- | ----------------------------------------------------------- | ----------------------------------------------------------- |
| 1                                                                | 5 април 2010                                                | „Дискавъри“, мисия STS-131                                  |                                                             | Специалист на мисията                                       | 15 денонощия 02 часа 47 минути 11 сек.                      |                                                             |
| Сумарно време в космоса – 15 денонощия 02 часа 47 минути 11 сек. |                                                             |                                                             |                                                             |                                                             |                                                             |                                                             |

## Личен живот
Дороти Меткалф-Линденбургер е омъжена и има дете.